# Mishovy šílenosti
Mishovy šílenosti je český youtube kanál, který získal svoji popularitu tvorbou písní o počítačových hrách, šířených virálně na sociálních sítích. Jeho hlavními tvůrci jsou bratři Michal a Oldřich Tristan Florianovi.

## Tvůrci

### Michal Florian
Michal Florian (* 2. leden 2007), přezdívaný Misha je hlavní tváří kanálu Mishovy šílenosti.

### Oldřich Tristan Florian
Oldřich Tristan Florian (* 8. září 1994), dříve přezdívaný Metadon, je hlavním autorem písní na kanále Mishovy šílenosti.

### Ostatní
Svůj vlastní kanál si postupně založil také otec („Jsem Táta“) a matka („Jsem Máma“), kteří se taktéž jistou mírou podílí na tvorbě Mishových šíleností. 

## Úspěch
Kanál se stal na českém a slovenském trhu rychle rostoucím a dokázal za tři měsíce dosáhnout hranice 100 tisíc odběratelů. V červenci 2016 vyšla na kanále Mishovy šílenosti anglicky nazpívaná píseň o hře Pokémon Go, která se stala virální i v zahraničí a dal ji do svého videa dokonce nejodebíranější youtuber světa, PewDiePie. Zároveň ji sdílelo i mnoho dalších světových youtuberů, jako například elrubiusOMG. či Amixem. Časopis JJ prohlásil toto video za video měsíce. Video se také stalo 14. nejdislikovanějším videem na serveru YouTube s celkovým počtem 1,54 milionů disliků (data k 7. červnu 2017).
V srpnu 2016 byla na kanále zveřejněna píseň proti kanálům údajných kyberšikanistů, mezi které jsou zařazení světoví youtubeři LeafyIsHere, RiceGum, Pyrocynical a KeemStar. Píseň se stala virálním hitem a všichni zmínění youtubeři na tuto skladbu zareagovali, včetně dalšího populárního youtubera, Scarce.
Zahraniční úspěch vedl k rozdělení kanálu Mishovy šílenosti na českojazyčný a anglickojazyčný. Na konci srpna 2016 byla taktéž zveřejněna píseň pro všechny, kteří kanál kritizují, na kterou opět zareagovali LeafyIsHere, Pyrocynical a KeemStar. Kanál Mishovy šílenosti se tím stal jedním z nejrychleji rostoucích českých Youtube kanálů. Díky její údajné bizarnosti vyjádřil tvorbě Mishových šíleností podporu i teplický radní Dominik Feri.
O kanálu Mishovy šílenosti také vznikly počítačové hry. První z nich, Mishův šílený quest, byla vytvořena v září 2016 týmem Sewer Studiouz. Druhá hra, Unstoppable Misha, byla v říjnu 2017 vytvořena Martinem Hofbauerem a je celá v angličtině.

## Kontroverze
Vzhledem k charakteru tvorby na kanále Mishovy šílenosti je kanál poměrně kontroverzní a schytává mnohdy velice ostré reakce. Youtuber Martin Rota některé tyto reakce však zkritizoval s tím, že je tvorba kanálu Mishovy šílenosti zaměřená na to, aby lidi vyprovokovala a aby se o kanálu mluvilo. Sám skladatel Oldřich Tristan Florian hudbu Mishových šíleností nazývá „provokativní tvorbou, po které je největší poptávka“.

## Současnost
V současné[kdy?] době již kanál není tak aktivní, jako dříve[kdy?]. Za rok 2018 byla na kanálu vydána pouze čtyři plnohodnotná videa. Oldřich Tristan Florian to zdůvodňuje tak, že si oba tvůrci kanálu Mishovy šílenosti chtějí jít svými cestami a nadšení dělat bizarní videa je už dávno opustilo.